# شهرستان گان‌نان
شهرستان گان‌نان (به چینی: 甘南县) یک شهرستان در استان هئی‌لونگ‌جیانگ چین است که در تابعیت شهر چیچیهار قرار دارد.

## تقسیمات اداری
شهرستان گان‌نان به ۵ شهرک و ۵ قصبه تابعه تقسیم شده است. یک «میدان» هم‌سطح قصبه نیز تابع این شهرستان می‌باشند، مانند نواحی اداری مزارع و مراتع.
- شهرک پینگ‌یانگ (平阳镇، Píngyáng zhèn)
- شهرک جوباو (巨宝镇، Dōngyáng zhèn)
- شهرک چانگ‌شان (长山乡، Chángshān xiāng)
- شهرک دونگ‌یانگ (东阳镇، Dōngyáng zhèn)
- شهرک شینگ‌شی‌سی (兴十四镇، Xìngshísì zhèn)
- شهرک گان‌نان (甘南镇، Gānnán zhèn)
- شهرک چانگ‌شان (长山乡، Chángshān xiāng)

- قصبه باوشان (宝山乡، Bǎoshān xiāng)
- قصبه چاهایانگ (查哈阳乡، Cháhāyáng xiāng)
- قصبه ژانگ‌شان (长山乡، Zhǎngshān xiāng)
- قصبه ژونگ‌شینگ (中兴乡، Zhōngxìng xiāng)
- قصبه شینگ‌لونگ (兴隆乡، Xīnglóng xiāng)

- میدان زراعتی چاهایانگ (查哈阳农场، Cháhāyáng nóngchǎng)